# Volkslanglauf

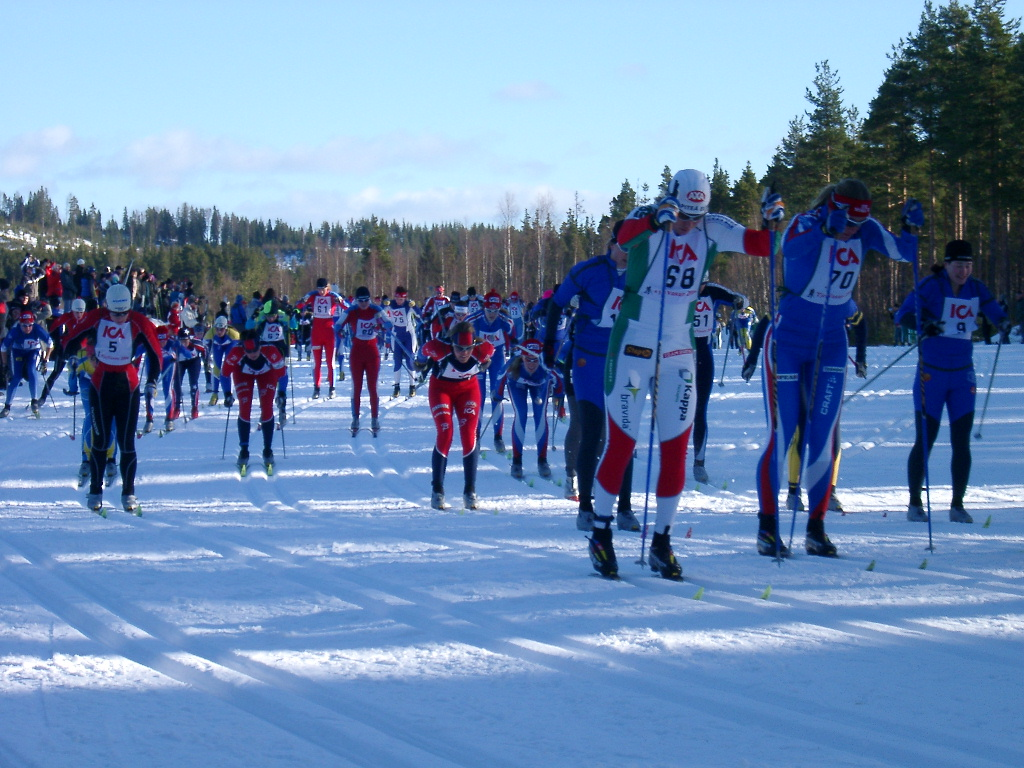
Start des Damenrennens beim Wasalauf 2006

Als Volkslanglauf werden Breitensport-Veranstaltungen im Skilanglauf bezeichnet – ähnlich den Volksläufen im Laufsport. Typischerweise sind die zurückzulegenden Distanzen dieser Wettkämpfe relativ groß, so dass es sich um Skimarathons handelt. Neben dem sportlichen spielen bei diesen Veranstaltungen auch der gesundheitliche Aspekt sowie das gemeinschaftliche Erlebnis eine gewisse Rolle.
Bei vielen dieser Wettkämpfe gibt es getrennte Wertungen für klassische und freie Technik. Häufig werden auch unterschiedliche Distanzen angeboten. Sehr bekannte Volkslangläufe sind der König-Ludwig-Lauf in Oberammergau, der Engadin Skimarathon oder der Wasalauf in Schweden. Seit 1978 sind einige der bedeutendsten internationalen Volkslangläufe unter der Bezeichnung Worldloppet organisatorisch zusammengefasst. Seit dem Jahr 2015 gehörten 20 Volkslangläufe dieser Serie an.